# Tasair
Tasair — колишня регіональна комерційна авіакомпанія, що базується в Гобарті і Девонпорті, що знаходяться на острові Тасманія (Австралія).

## Історія
Авіакомпанія Tasair була заснована в 1965 році. У перші десятиліття свого існування вона головним чином здійснювала чартерні рейси, а також польоти, пов'язані з технічним обслуговуванням і навчанням пілотів.
Регулярні рейси почалися 27 березня 1998 року по трикутнику, що зв'язує Гобарт з Девонпортом і Берні, з використанням двох літаків Aero Commander 500S Shrike Commander і одного Piper PA-31-350 Chieftain. Через чотири місяці почалися регулярні рейси з Девонпорта через Берні в аеропорт Кінг-Айленд, розташований на острові Кінг.
У травні 2010 року аеропорт Берні був виключений з системи регулярних рейсів Tasair, а в 2011 році він був знову включений до розкладу. З жовтня 2011 року аеропорт Берні був знову виключений з системи регулярних рейсів Tasair.

## Повітряний флот

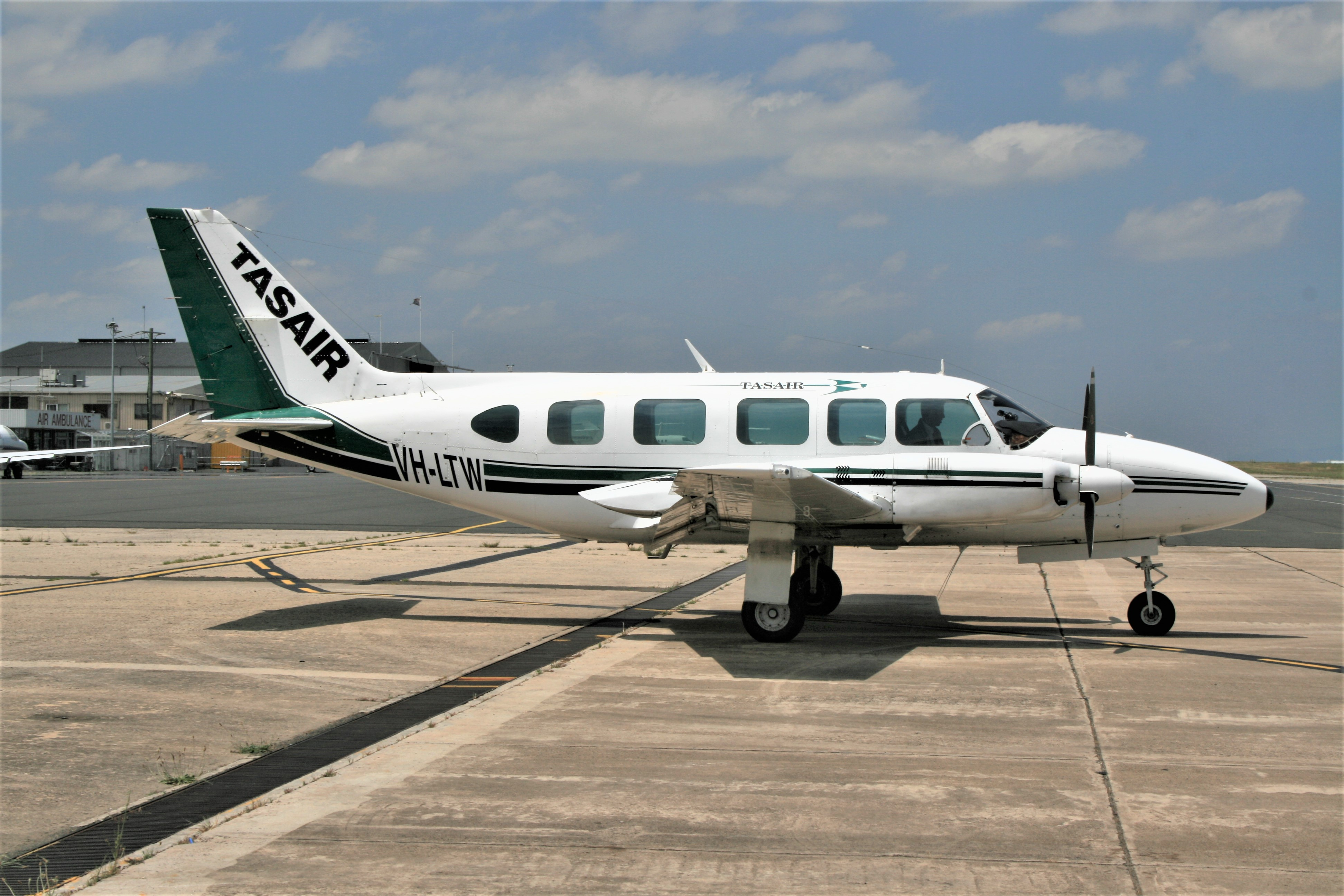
Літак Piper PA-31-350 Chieftain авіакомпанії Tasair

Станом на вересень 2011 року повітряний флот авіакомпанії Tasair становили такі літаки:

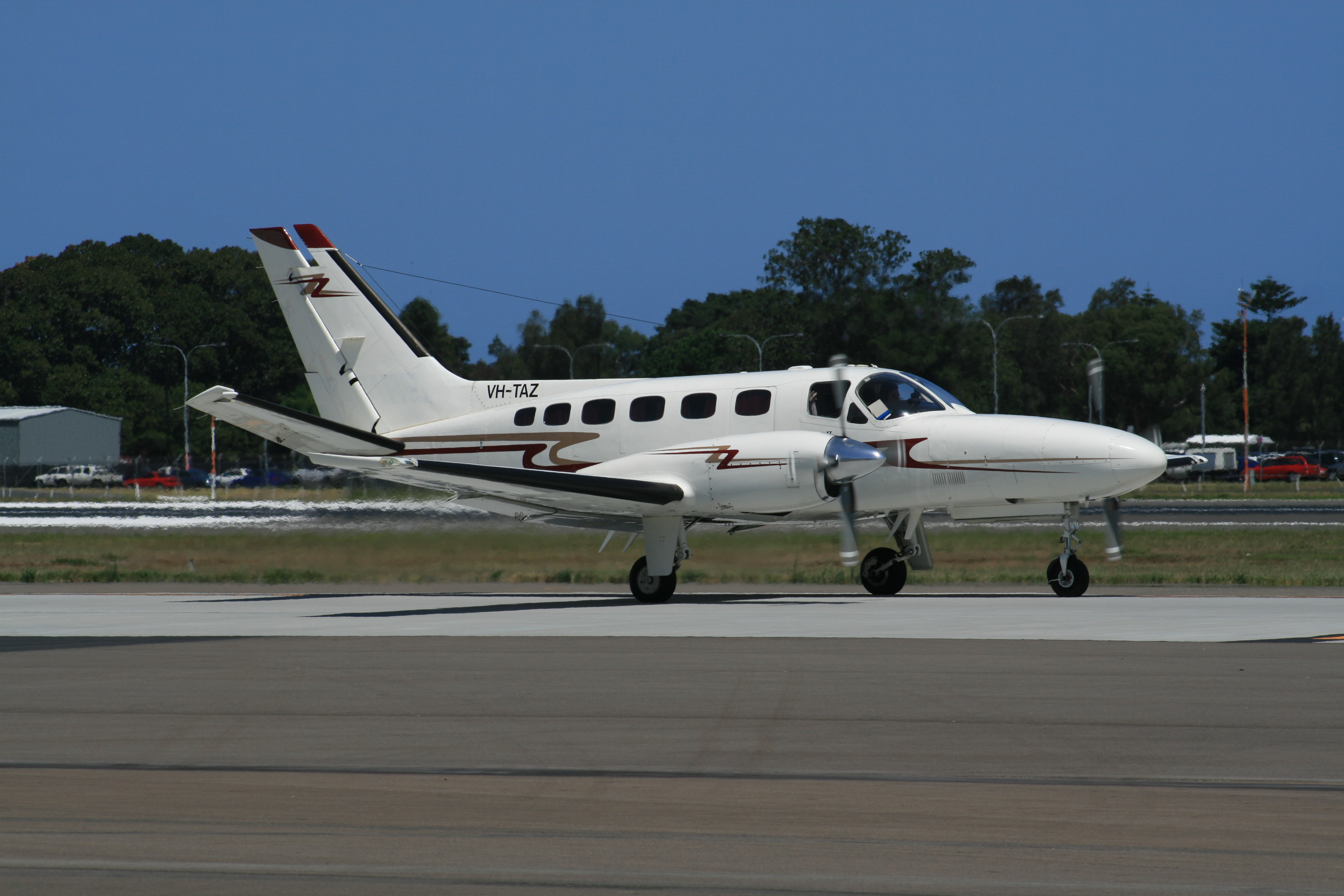
Літак Cessna Conquest II — такі літаки використовувалися Tasair до 2008 року

Літаки Piper PA31-350 Chieftain використовуються для регулярних і чартерних рейсів.
Літаки Cessna використовуються для перевезень туристів у дикі куточки Тасманії, для польотів по мальовничих місцях, а також для тренування пілотів.
Раніше (до 2008 року) авіакомпанією Tasair використовувалися також літаки Cessna 441 Conquest II.

## Маршрутна мережа
У жовтні 2011 року маршрутна мережа регулярних пасажирських перевезень авіакомпанії Tasair включала в себе такі пункти призначення:
| Місто       | Країна    | ІАТА | ІКАО | Аеропорт                     |
| Гобарт      | Австралія | HBA  | YMHB | Міжнародний аеропорт Гобарта |
| Девонпорт   | Австралія | DPO  | YDPO | Аеропорт Девонпорта          |
| Острів Кінг | Австралія | KNS  | YKII | Аеропорт Кінг-Айленд         |

Tasair також здійснює польоти з перевезення туристів на аеродром Мелалеука, що знаходиться поруч з Національним парком Саут-Уест.
Регулярні перевезення здійснюються між Гобартом, Девонпортом, Берні і островом Кінг. Нічні вантажоперевезення також здійснюються з Хобарта через Девонпорт в аеропорт Іссендон (що знаходиться поряд з Мельбурном), а на зворотному шляху проміжна посадка в аеропорту Лонсестон.
Також здійснюються чартерні польоти в різні пункти призначення, що перебувають як у Тасманії, так і в континентальній Австралії.
Крім цього, Tasair здійснює польоти по мальовничих місцях Тасманії, включаючи півострів Тасман, острів Бруні, острів Марайа, Гобарт і дикі місця південно-західної Тасманії.